# Усть-Лындовская
Усть-Лындовская — деревня в Холмогорском районе Архангельской области.

## География
Находится в центральной части Архангельской области на расстоянии приблизительно 20 км на запад-северо-запад по прямой от районного центра села Холмогоры на левом берегу речки Лындова.

## История
В 1859 году здесь (тогда деревня Архангельского уезда Архангельской губернии) было учтено 10 дворов, в 1905 — 19. До 2022 года входила в Койдокурское сельское поселение до его упразднения.

## Население
Численность населения: 77 человек (1859 год), 141 (1905), 14 (русские 92 %) в 2002 году, 1 в 2010.